# Leptidea
Leptidea là một chi bướm ngày thuộc họ Pieridae. Chúng sống ở châu Âu và Asia.
Chi này có các loài sau:
- Leptidea amurensis Ménétriés, 1859  Lưu trữ ngày 22 tháng 7 năm 2011 tại Wayback Machine.
- Leptidea duponcheli (Staudinger, 1871)
- Leptidea gigantea (Leech, 1890)
- Leptidea lactea Lorkovic, 1950
- Leptidea morsei Fenton, [1882]
- Leptidea reali Reissinger, [1990]
- Leptidea serrata Lee, 1955
- Leptidea sinapis (Linnaeus, 1758)
- Leptidea yunnanica Koiwaya, 1996

## Hình ảnh

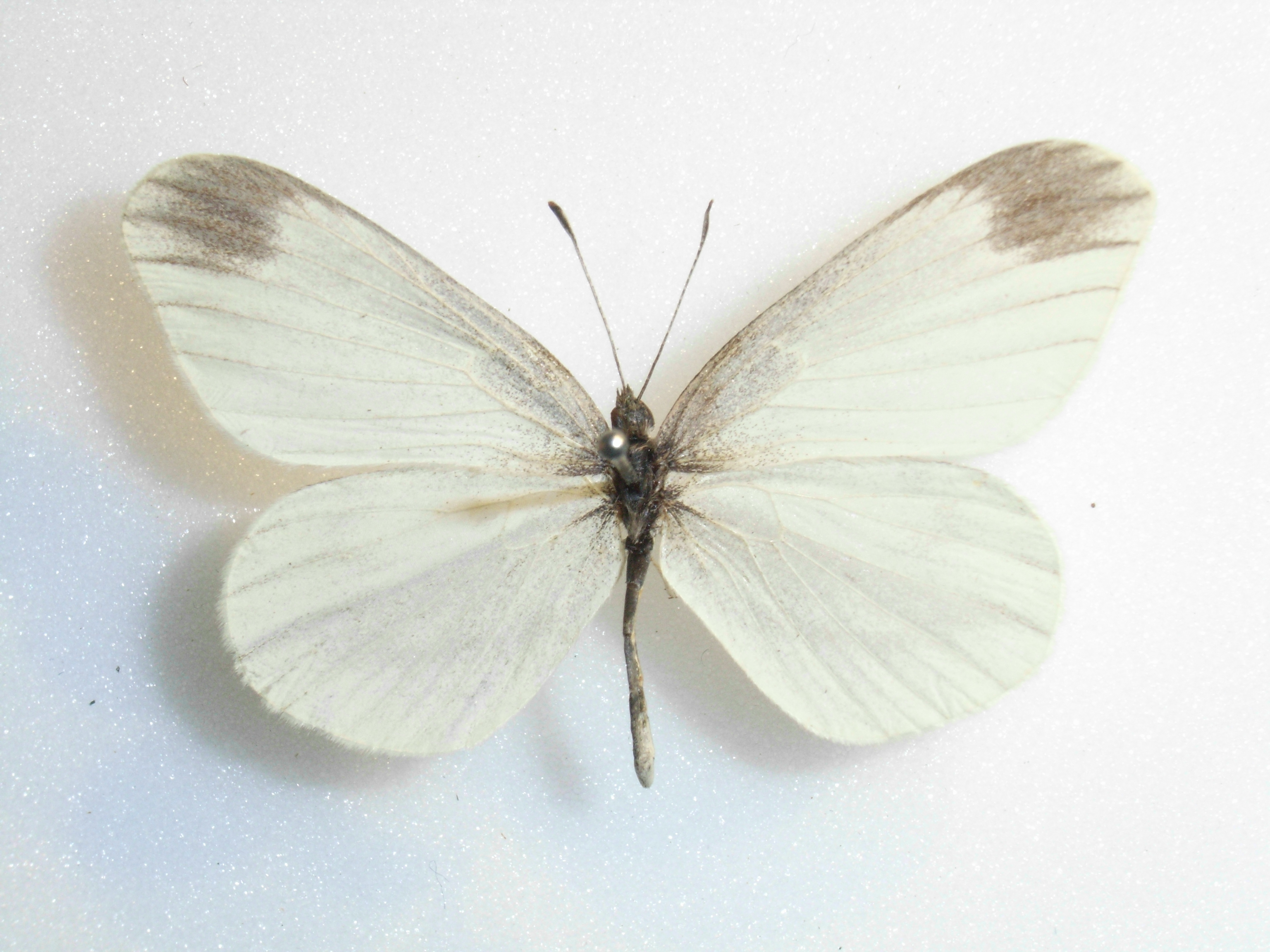
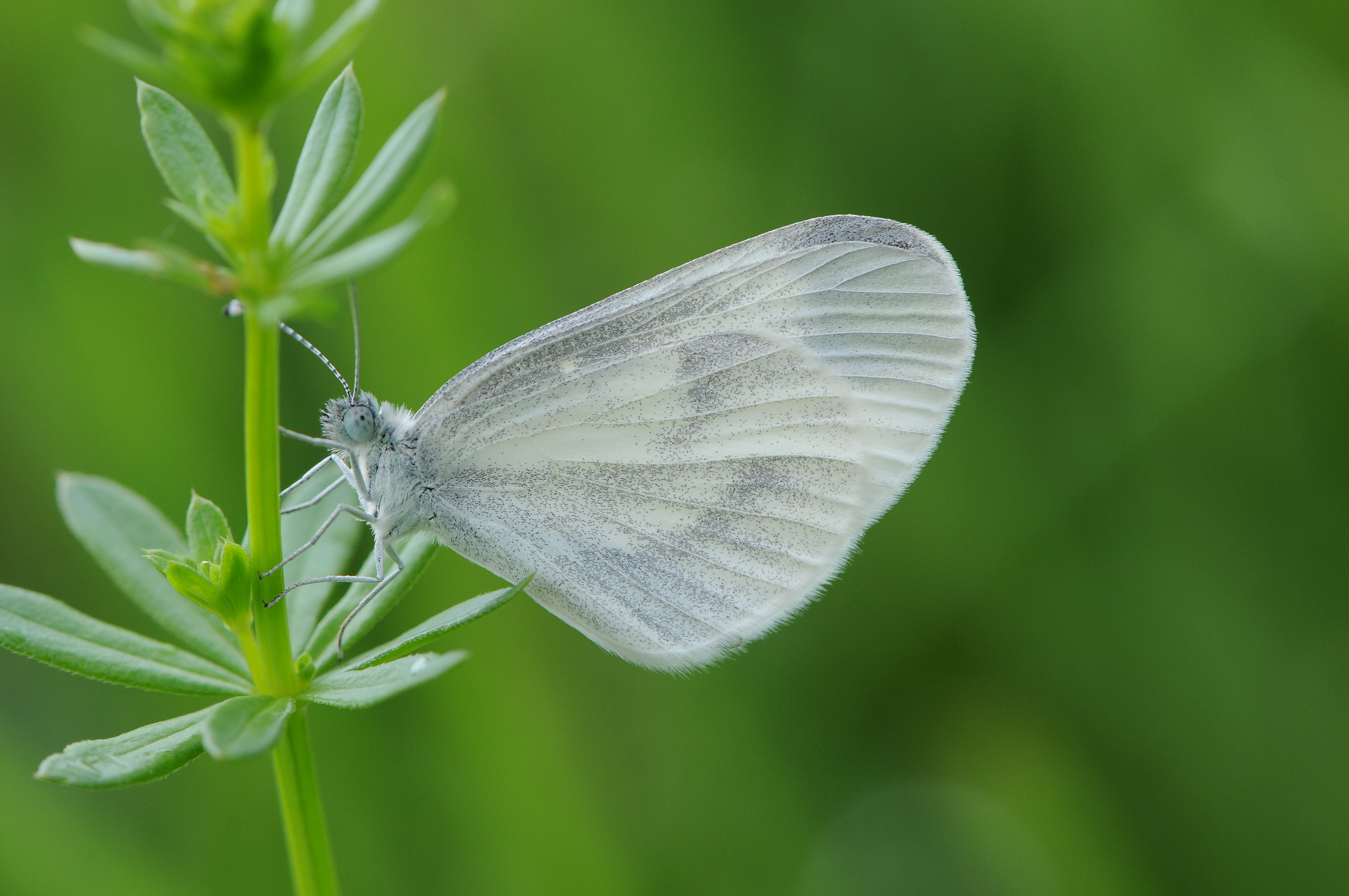
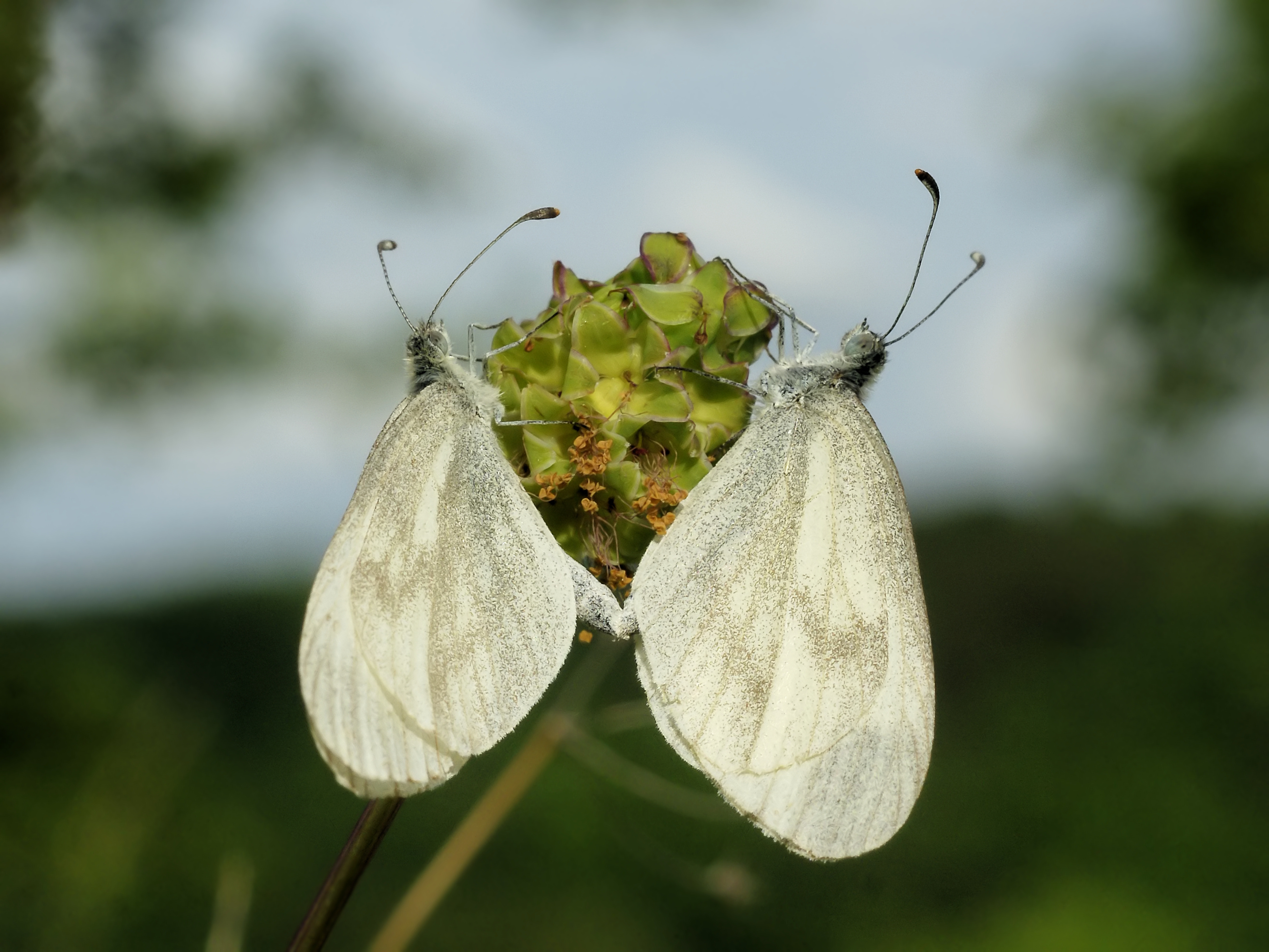